# HD14009
HD14009 — хімічно пекулярна зоря спектрального класу A5, що має видиму зоряну величину в смузі V приблизно  8,4.
Вона  розташована на відстані близько 669,7 світлових років від Сонця.